# Mistrzostwa Świata w Piłce Nożnej 1970 (eliminacje)
W kwalifikacjach uczestniczyło 75 drużyn z całego świata. Reprezentacja Anglii (obrońca tytułu) oraz reprezentacja Meksyku awansowały bez eliminacji. 

## Strefy kontynentalne
Aby zobaczyć daty i wyniki poszczególnych spotkań rundy kwalifikacyjnej dla każdej strefy kontynentalnej, zobacz poszczególne artykuły:
- Europa (UEFA)

Grupa 1 -  Rumunia.
Grupa 2 -  Czechosłowacja.
Grupa 3 -  Włochy.
Grupa 4 -  ZSRR.
Grupa 5 -  Szwecja.
Grupa 6 -  Belgia.
Grupa 7 -  RFN.
Grupa 8 -  Bułgaria.
- Ameryka Południowa (CONMEBOL)

Grupa 1 -  Peru.
Grupa 2 -  Brazylia.
Grupa 3 -  Urugwaj.
- Ameryka Północna i Centralna oraz Karaiby (CONCACAF)

 Salwador.
- Afryka (CAF)

 Maroko.
- Azja (AFC) i Oceania (OFC)

 Izrael.